# حصار دانتزيغ (1807)

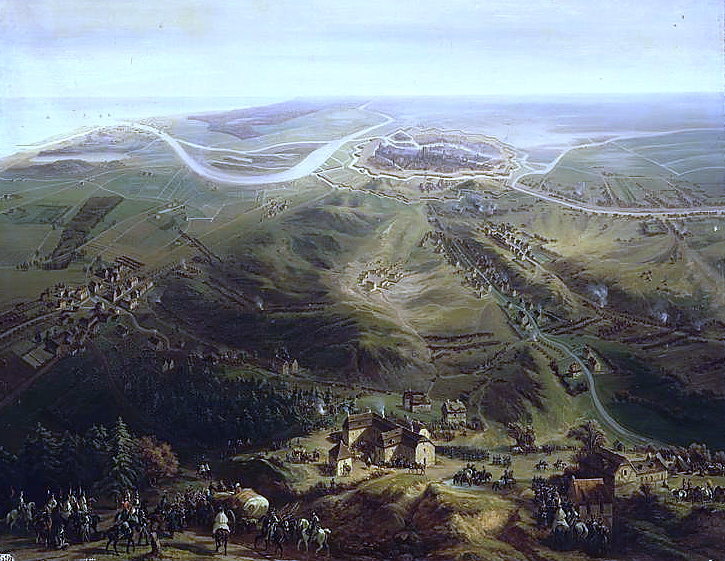
منظر بانورامي لحصار غدانسك من قبل القوات الفرنسية في عام 1807

حصار دانتزيغ (19 مارس - 24 مايو 1807) كان عملية تطويق فرنسي والاستيلاء على غدانسك خلال حرب التحالف الرابع. في 19 مارس 1807، حاصر حوالي 27,000 جندي فرنسي تحت قيادة المارشال ليفبفر حوالي 14,400 جندي بروسي تحت قيادة المارشال كلكروث وحاميتة لمدينة دانزيغ.